# 오마하 해변의 전투 서열
오마하 해변의 전투 서열은 제2차 세계 대전 당시 노르망디 상륙 작전의 구역 중 하나인 오마하 해변에 상륙한 제5(V)군단의 전투 서열이다.

## 미국:제5(V)군단

제5(V)군단의 디데이 당시 전투 서열

- 제1보병사단
  - 제116연대전투단
  - 제115연대전투단
  - 제26보병연대
  - 사단 포병대
    - 제5포병대대 (155 mm)
    - 제7포병대대 (105 mm)
    - 제32포병대대 (105 mm)
    - 제111포병대대 (155 mm)

  - 702병기경정비중대
  - 제1공병전투대대
  - 제1의무대대
  - 제1병참중대
  - 제1통신중대
  - 제헌병소대
  - 제745전차대대
  - 제29수색병대 (기계화), 분견대 (분대)
  - 제29공병전투대대, 분견대 (중대)
- 제2보병사단
  - 제9보병연대
  - 제23보병연대
  - 제38보병연대
  - 제2수색병대 (기계화)
  - 제2공병전투대대
  - 사단 포병대
    - 제15포병대대 (155 mm)
    - 제37포병대대 (105 mm)
    - 제38포병대대 (105 mm)
    - 제12포병대대 (155 mm)

  - 제2의무대대
  - 제702병기경정비중대
  - 제2병참중대
  - 제2통신중대
  - 헌병소대
- 제29보병사단
  - 제26보병연대
  - 제175보병연대
  - 제29수색병대 (기계화)
  - 제1공병전투대대, C중대
  - 사단 포병대
    - 제15야전보병대대 (155mm)
    - 제37야전포병대대 (105mm)
    - 제38야전포병대대 (105mm)
    - 제12야전포병대대 (155mm)

  - 제49대항공기포병여단, HHB, 분견대 (분대)
  - 제18대항공기포병단, HHB
  - 제110대항공기포병포대대
  - 제457대항공기포병포대대
  - 제413대항공기포병포대대, 분견대
  - 제320대항공기포병기구대대, qnsruseo
  - 제743전차대대
  - 제747전차대대
  - 제102기병단, 본부 및 본부병대
  - 제102기병정찰전대
  - 제992공병Treadway교중대
  - 제503공병경Pontoon중대
  - 제1171공병전투단, 본부 및 본부중대
  - 제1340공병전투대대
  - 제502공병경Pontoon중대
  - 제996공병treadway교중대
  - 제234공병전투대대
  - 제1121공병전투단, 본부 및 본부중대
  - 제254공병전투대대
  - 제610공병경장비중대
- 제5(V)군단 포병대, 본부 및 본부포대
  - 제17야전포병관측대대
  - 제190야전포병단, 본부 및 본부포대
  - 제190야전포병대대 (155 mm 포)
  - 제200야전포병대대 (155 mm 포)
  - 제186야전포병대대 (155 mm 곡사포)
  - 제187야전포병대대 (155 mm 포)
  - 제58기갑야전포병대대
  - 제635구축전차대대 (TOWED)
- 임시공병특별여단집단
  - 제5공병특별여단
    - 제37공병전투대대
    - 제336공병전투대대
    - 제348공병전투대대
    - 제294합동강습통신중대
    - 제61의무대대
    - 제6해군해안대대
    - 제251병기대대
    - 제131병참대대
    - 제533병참대대
    - 제619병참대대
    - 제487병참항구대대
    - 제502병참항구대대

  - 제6공병특별여단
    - 제147공병전투대대
    - 제149공병전투대대
    - 제203병전투대대
    - 제293합동강습통신중대
    - 제60의무대대
    - 제7해군해안대대
    - 제74병기대대
    - 제95병참대대
    - 제280병참대대
    - 제538병참대대
    - 제494병참항구대대
    - 제517병참항구대대
- 레인저강습단 - 프앙테 뒤 오크
  - 에이블(A) 태스크포스 (TF-A)
    - 제2레인저대대, D중대
    - 제2레인저대대, E중대
    - 제2레인저대대, F중대
    - 제2레인저대대, 본부중대

  - 배이커(B) 태스크포스 (TF-B)
    - 제2레인저대대, C중대

  - 찰리(C) 태스크포스 (TF-C)
    - 제2레인저대대, A중대
    - 제2레인저대대, B중대
    - 제5레인저대대, A중대
    - 제5레인저대대, B중대
    - 제5레인저대대, C중대
    - 제5레인저대대, D중대
    - 제5레인저대대, E중대
    - 제5레인저대대, F중대
- 제58야전포병대대
- 제62야전포병대대
- 제81화학박격포대대
- 제56통신대대
- 제195대항공기포병대대

## 독일
- 제352보병사단[1]
- 제726척탄병연대 (제716고정보병사단)

## 같이 보기
- 유타 해변 - 미국
- 골드 해변 - 영국
- 주노 해변 - 캐나다
- 소드 해변 - 영국

## 참고

### 인용
1. ↑  Lt. Col. Fritz Ziegalmann (Chief of Staff of the 352ID). “The 352nd Infantry Division at Omaha Beach”. Stewart Bryant. 2007년 4월 28일에 원본 문서에서 보존된 문서. 2007년 8월 19일에 확인함.

### 자료
- “Normandy Invasion: The Assault Force” (영어). Center of Military History. 2019년 12월 13일. 2020년 2월 15일에 확인함.